# NGC 6818
NGC 6818 hay Tinh vân đá quý nhỏ là tên của một tinh vân hành tinh nằm trong chòm sao Nhân Mã. Cấp sao biểu kiến của nó là 10 với bán kính hình oval của nó là từ 15 đến 22". Nó được phát hiện bởi nhà thiên văn học người Anh gốc Đức William Herschel vào năm 1787. Khoảng cách của nó với trái đất của chúng ta là khoảng 6000 năm ánh sáng. Sự rực rỡ của đám mây của NGC 6818 thì rộng hơn phân nửa năm ánh sáng.
Khi một ngôi sao nào đó giống mặt trời của chúng ta chuẩn bị chết đi, nó phóng ra bên ngoài những vật chất của nó để tạo ra những đám mây khí rực rỡ, đó gọi là một tinh vân hành tinh. Nhưng sự phóng ra vật chất này thì không đồng đều và hình dạng của tinh vân có thể trở nên phức tạp. Khi quan sát, ta thấy NGC 6818 có các cấu trúc giống như sợi có nhiều nút và có các lớp vật chất riêng biệt với nhau. Nó còn có một cấu trúc như một bong bóng sáng ở vùng trung tâm cà nó được bao quanh bởi một đám mây lớn hơn, khuếch tán hơn.
Các nhà nghiên cứu tin rằng gió sao từ ngôi sao trung tâm của tinh vân này đã đẩy vật chất của nó ra rồi tạo thành hình dạng thon dài của NGC 6818. Khi luồng gió sao này di chuyển qua đám mây chuyển động chậm, nó tạo ra những điểm sáng đặc biệt ở các lớp ngoài của cấu trúc giống như bong bóng.

## Dữ liệu hiện tại
Theo như quan sát, đây là tinh vân nằm trong chòm sao Nhân Mã và dưới đây là một số dữ liệu khác:
Xích kinh 19h 43m 57.8s
Độ nghiêng −14° 9′ 11.9″
Cấp sao biểu kiến 10
Kích thước biểu kiến 22" x 15"